# Tremolhas
Tremolhas (en francès Trémouilles) és un municipi francès situat al departament de l'Avairon i a la regió d'Occitània.

## Demografia
| 1962                                       | 1968 | 1975 | 1982 | 1990 | 1999 | 2006 |
| ------------------------------------------ | ---- | ---- | ---- | ---- | ---- | ---- |
| 659                                        | 709  | 626  | 546  | 503  | 504  | 521  |
| Des de 1962: població sense dobles comptes |      |      |      |      |      |      |

## Administració
| Període   | Identitat         | Partit |
| --------- | ----------------- | ------ |
| 2001-2008 | Arthur Capoulade  |        |
| 2008-     | Jean-Marie Daures | MoDem  |